# Hontianske Nemce
Hontianske Nemce (em alemão: Baierndorf; húngaro: Hontnémeti) é um município da Eslováquia, situado no distrito de Krupina, na região de Banská Bystrica. Tem 30,85 km² de área e sua população em 2018 foi estimada em 1.457 habitantes.

## Demografia
| Ano:        | 1994 | 2004   | 2014   | 2024   |
| ----------- | ---- | ------ | ------ | ------ |
| Broj ljudi: | 1536 | 1498   | 1514   | 1374   |
| Razlika:    |      | -2,47% | +1,06% | -9,24% |

| Ano:               | 2023 | 2024   |
| ------------------ | ---- | ------ |
| Número de pessoas: | 1378 | 1374   |
| Diferença:         |      | -0,29% |